# Houthem (Komen-Waasten)
Houthem is een dorp in het westen van de Belgische provincie Henegouwen en een deelgemeente van Komen-Waasten. Het is een landelijk dorp, een drietal kilometer ten noorden van het centrum van Komen.
De oudste vermelding van Houthem stamt uit het jaar 1105. Gedurende de Eerste Wereldoorlog werd Houthem verwoest.  Bij het vastleggen van de taalgrens in 1963 werd Houthem ingedeeld als Franstalig met taalfaciliteiten voor de Nederlandstalige minderheid, als gevolg hiervan werd de toen nog zelfstandige gemeente van de provincie West-Vlaanderen overgeheveld naar Henegouwen. In 1977 ging de gemeente Houthem op in de fusiegemeente Komen-Waasten. 

## Demografische ontwikkeling
- Bronnen:NIS, Opm:1831 tot en met 1970=volkstellingen, 1976= inwoneraantal op 31 december
- 1920: Terugval van de bevolking als gevolg van Wereldoorlog I

## Resultaten van de talentelling in Houthem
Gekende talen
|      | Aantal   | Aantal  | Aantal   | Aantal  | Aantal   | Aantal  | Aantal       | Aantal       | Aandeel  | Aandeel | Aandeel  | Aandeel | Aandeel  | Aandeel | Aandeel      |
| Jaar | enkel nl | fr & nl | enkel fr | de & fr | enkel de | de & nl | de & fr & nl | enkel andere | enkel nl | fr & nl | enkel fr | de & fr | enkel de | de & nl | de & fr & nl |
| ---- | -------- | ------- | -------- | ------- | -------- | ------- | ------------ | ------------ | -------- | ------- | -------- | ------- | -------- | ------- | ------------ |
| 1846 | 129      |         | 967      |         | 0        |         |              |              | 11,8%    |         | 88,2%    |         | 0,0%     |         |              |
| 1866 | 58       | 463     | 710      | 0       | 0        | 0       | 0            | 0            | 4,7%     | 37,6%   | 57,7%    | 0,0%    | 0,0%     | 0,0%    | 0,0%         |
| 1880 | 164      | 413     | 548      | 0       | 0        | 0       | 0            | 0            | 14,6%    | 36,7%   | 48,7%    | 0,0%    | 0,0%     | 0,0%    | 0,0%         |
| 1890 | 123      | 517     | 577      | 0       | 0        | 0       | 0            | 0            | 10,1%    | 42,5%   | 47,4%    | 0,0%    | 0,0%     | 0,0%    | 0,0%         |
| 1900 | 237      | 658     | 429      | 0       | 0        | 0       | 0            | 102          | 17,9%    | 49,7%   | 32,4%    | 0,0%    | 0,0%     | 0,0%    | 0,0%         |
| 1910 | 216      | 749     | 502      | 0       | 0        | 0       | 0            | 81           | 14,7%    | 51,1%   | 34,2%    | 0,0%    | 0,0%     | 0,0%    | 0,0%         |
| 1920 | 65       | 497     | 214      | 0       | 0        | 0       | 0            | 27           | 8,4%     | 64,0%   | 27,6%    | 0,0%    | 0,0%     | 0,0%    | 0,0%         |
| 1930 | 143      | 514     | 591      | 0       | 0        | 0       | 1            | 54           | 11,4%    | 41,2%   | 47,3%    | 0,0%    | 0,0%     | 0,0%    | 0,1%         |
| 1947 | 85       | 531     | 584      | 0       | 1        | 0       | 14           | 46           | 7,0%     | 43,7%   | 48,1%    | 0,0%    | 0,1%     | 0,0%    | 1,2%         |

Taal die meestal of uitsluitend gesproken wordt.

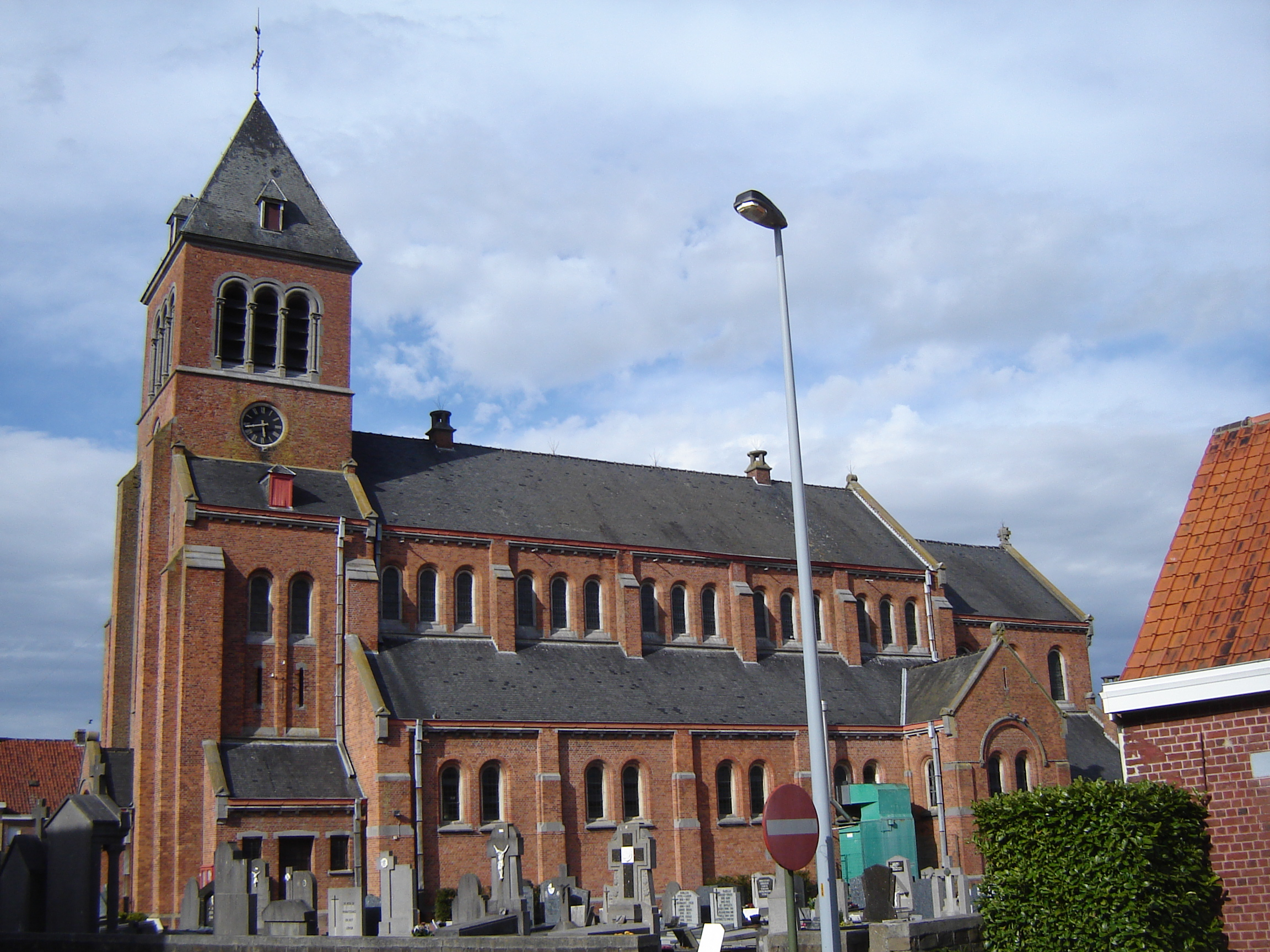
Onze-Lieve-Vrouw-Hemelvaartkerk

|      | Aantal | Aantal | Aantal | Aandeel | Aandeel | Aandeel |
| Jaar | nl     | fr     | de     | nl      | fr      | de      |
| ---- | ------ | ------ | ------ | ------- | ------- | ------- |
| 1910 | 471    | 996    | 0      | 32,1%   | 67,9%   | 0,0%    |
| 1920 | 211    | 565    | 0      | 27,2%   | 72,8%   | 0,0%    |
| 1930 | 269    | 966    | 0      | 21,8%   | 78,2%   | 0,0%    |
| 1947 | 169    | 1.045  | 1      | 13,9%   | 86,0%   | 0,1%    |

## Bezienswaardigheden
- De Onze-Lieve-Vrouw-Hemelvaartkerk

## Natuur en landschap
Houthem ligt in Zandlemig Vlaanderen op een hoogte van ongeveer 20 meter.

## Verkeer en vervoer
De spoorlijn Poperinge-Kortrijk loopt langs Houthem. Station Houthem was geopend van 1854 tot 1984.
Tevens loopt buslijn 89 van De Lijn, die tussen Ieper en Komen loopt, door Houthem en de aangegroeide woonkern La Cortewilde en biedt deze dagelijkse diensten aan naar de 2 steden. Ook is er een busverbinding tussen Komen en Houthem, verzorgd door de TEC.

## Nabijgelegen kernen
Hollebeke, Ten Brielen, Komen, Zandvoorde